# Avelina Carrera
Andrea Avelina Carrera Teris (en catalán: Andreua Avel·lina Carrera i Teris, Barcelona, 2 de enero de 1871-Rubí, 28 de febrero de 1939) fue una soprano española.

## Biografía
Era hija de Joan Carrera i Subeyas y de Lluïsa Terris i Estorch. Estudió con el tenor Gonçal Tintorer, maestro de Francesc Viñas, y amplió su formación con Joan Goula. Debutó con dieciocho años en el Gran Teatro del Liceo con la ópera Lohengrin de Richard Wagner, en 1889. Al año siguiente interpretó Faust de Gounod y consiguió un gran éxito con La jolie fille de Perth de Bizet. En 1891 inició una exitosa carrera en Italia con el Otello de Verdi en Palermo, iniciando una gira que le llevaría por Génova y Nápoles. También actuó en México, La Habana y Buenos Aires, donde cantó con Enrico Caruso en el Teatro Colón.
En 1894 cantó en Moscú ante el zar Alejandro III, donde estrenó I Medici de Ruggero Leoncavallo. Al año siguiente debutó en el Teatro Real de Madrid con Lohengrin. En 1896, protagonizó el estreno mundial de Andrea Chénier de Umberto Giordano en el Teatro de La Scala de Milán, interpretación que la encumbró como diva de fama internacional. En 1899 fue Brünnhilde en Die Walküre de Wagner y, en 1901, interpretó Aida de Verdi. Ese año cantó en Viena, Lisboa y El Cairo, interpretó L'Africaine de Meyerbeer en el Teatro Cervantes de Málaga y estrenó Sagunto de Giner en Valencia. Poco después, interpretó Tannhäuser de Wagner en Trieste. En 1906 estrenó Bruniselda de Enric Morera en el Liceo, tras lo que pasó otra temporada en Italia, donde interpretó de nuevo Andrea Chénier, así como Siberia de Giordano.
Entre 1908 y 1909 grabó algunos discos. Tras su retiro, dio clases de canto en Barcelona.